# Liste des feld-maréchaux autrichiens

Insigne de feld-maréchal de l'armée austro-hongroise en 1918.

La liste des feld-maréchaux autrichiens recense les individus ayant obtenu le grade de Generalfeldmarschall dans les armées autrichiennes puis austro-hongroises.

## Empire d'Autriche
- 1805 – Adam Kazimierz Czartoryski (1734–1823)
- 1805 – Ferdinand Frédéric Auguste de Wurtemberg (1763–1834)
- 1808 - Joseph de Habsbourg-Lorraine (1776–1847)
- 1808 - Charles-Joseph de Ligne (1735–1814)
- 1808 – Wenzel Joseph Colloredo-Mels und Waldsee (en) (1738-1822)
- 1808 - Josef Alvinczy von Borberek (1735–1810)
- 1808 – Joseph de Ferraris (1726–1814)
- 1809 – Heinrich Johann de Bellegarde (1757–1845)
- 1809 – Johann Kollowrat (1748–1816)
- 1809 - Jean Ier de Liechtenstein (1760–1836)
- 1812 - Charles Philippe de Schwarzenberg (1771–1820)
- 1824 – Henri XV de Reuss-Plauen (1751–1825)
- 1830 - Ferdinand Ier d'Autriche (1793–1875)
- 1830 – Frédéric-François-Xavier de Hohenzollern-Hechingen (1757–1844)
- 1833 – Christoph von Lattermann (de) (1753–1835)
- 1836 – Ferdinand Charles Joseph d'Autriche-Este (1781–1850)
- 1836 – Jean-Baptiste d'Autriche (1782–1859)
- 1836 - Joseph Radetzky (1766–1858)
- 1843 - Charles-Louis de Ficquelmont (1777–1857)
- 1844 – Maximilian von Wimpffen (1770–1854)
- 1846 – Philippe de Hesse-Hombourg (1779–1846)
- 1848 - François-Joseph Ier d'Autriche (1830–1916)
- 1848 – Ignaz von Lederer (hu) (1769-1849)
- 1848 – Alfred de Windisch-Graetz (1787–1862)
- 1849 – Laval Nugent von Westmeath (1777–1862)
- 1860 - Heinrich von Hess (1788–1870)
- 1863 - Albert de Teschen (1817–1895)
- 1867 – Edmond de Schwarzenberg (1803–1873)

## Autriche-Hongrie
- 4 mai 1900 - Guillaume II d'Allemagne (1859-1941)
- 1er mai 1904 - Édouard VII du Royaume-Uni (1841-1910)
- 8 décembre 1914 - Frédéric de Teschen (1856-1936)
- 21 novembre 1916 - Charles Ier d'Autriche (1887-1922)
- 23 novembre 1916 - Eugène d'Autriche-Teschen (1863-1954)
- 25 novembre 1916 - Franz Conrad von Hötzendorf (1852-1925)
- 5 novembre 1917 - Hermann Kövess (1854-1924)
- 5 novembre 1917 - Alexander von Krobatin (1849-1933)
- 30 janvier 1918 - Franz Rohr von Denta (1854-1927)
- 31 janvier 1918 - Eduard von Böhm-Ermolli (1856-1941)
- 1er février 1918 - Svetozar Borojević von Bojna (1856-1920)
- 24 octobre 1918 - Joseph-Auguste de Habsbourg-Lorraine (1872-1962)